# Publius Petronius (Augur)
Publius Petronius (* wohl vor 24 v. Chr.; † vermutlich 46 n. Chr.) war ein römischer Senator der frühen Kaiserzeit und Suffektkonsul des Jahres 19 n. Chr.

## Familie
Publius Petronius gehörte zur bedeutenden Familie der Petronii ohne Cognomen. Er war Sohn des Münzmeisters (IIIvir) Publius Petronius Turpilianus und wohl Enkel des Praefectus Aegypti Publius Petronius. Für das Jahr 29 n. Chr. sind Besitzungen von Publius und Gaius Petronius im arsinoitischen Gau bezeugt. Dies lässt vermuten, dass Gaius Petronius, der Suffektkonsul des Jahres 25, sein (jüngerer) Bruder war.
Publius Petronius war verheiratet mit Plautia, Tochter des Aulus Plautius (Suffektkonsul des Jahres 1 v. Chr.). Kinder dieses Paares waren vermutlich:
- Publius Petronius Turpilianus (* vor 18; † 68), Konsul 61[4]
- Titus Petronius (* um 14; † 66), bekannt als „Arbiter“, Suffektkonsul wohl 60[5]
- Petronia, Gattin des Kaisers Vitellius[6]

## Aufstieg

Umzeichnung einer Münze, geprägt in Pergamon im 6. Amtsjahr des Publius Petronius als Statthalter von Asia. Abgebildet sind Livia und Tiberius, die Inschrift lautet: „Die Augusti, als Petronius zum 6. Mal (Prokonsul war)“.

Im Jahr 7 n. Chr., also im Alter von etwa 31 Jahren, wurde Petronius durch Kooptation in das Kollegium der Auguren aufgenommen, als Nachfolger des durch Suizid dahingeschiedenen Lucius Sempronius Atratinus. Das auf Lebenszeit verliehene Amt war nicht nur mit hohem Sozialprestige verbunden, sondern seine Inhaber waren gemäß der römischen Tradition auch in viele staatswichtige Vorgänge wie Wahlen, Kriege etc. eingebunden. Das Kollegium der Auguren war nach dem Pontifikalkollegium (mit Oberpriester, Flamines und Vestalinnen) das zweitwichtigste Priesterkollegium Roms und stand in der Rangordnung noch über dem Fünfzehnmännergremium, das mit der Befragung der sibyllinischen Bücher betraut war.
Ab 1. Juli 19 war Publius Petronius gemeinsam mit Marcus Iunius Silanus Torquatus Suffektkonsul. Nach den beiden Konsuln ist ein während ihrer Amtszeit erlassenes Gesetz benannt, die lex Iunia Petronia, die festlegte, dass bei Entscheidungen über die Frage, ob eine Person Sklave sei oder nicht, Stimmengleichheit für die Freiheit genügte. Wichtige Ereignisse in der Amtszeit des Petronius als Konsul waren der Tod des Germanicus in Antiochia am Orontes und die Ausweisung der Juden und der Isis-Anhänger aus Rom durch Tiberius.
Wegen eines im Hause des Petronius von Clutorius Priscus vorgetragenen Gedichts auf den Tod eines noch lebenden Kaisersohnes wurde im Jahr 21 die gesamte Familie des Petronius verhört, die Sklaven unter Folter zur Aussage gebracht. Allein Vitellia, die Schwiegermutter des Publius, bestritt, überhaupt etwas gehört zu haben. Priscus wurde hingerichtet.
Von 29 bis 35 war Publius Petronius Prokonsul der Provinz Asia, was diverse Münzen aus Pergamon und Smyrna sowie mehrere in Ephesos gefundene Inschriften belegen. Publius Petronius „gehörte also zu den Senatoren, die Tiberius weit über das übliche Maß in einem Amt beließ“. Vermutlich unter seinem Prokonsulat diente der später so bedeutende Feldherr Gnaeus Domitius Corbulo als Quästor.
36 war Petronius Mitglied des hochgestellten Kollegiums zur Schätzung der Brandschäden nach einem Stadtbrand in Rom. Auch das Haus des Claudius war abgebrannt und musste taxiert werden.

## Statthalter von Syrien
Von 39 bis 42 war Petronius Nachfolger des Lucius Vitellius als Statthalter der Provinz Syrien.

### Der Befehl zur Entweihung des Tempels
Caligula befahl dem neuen Statthalter, den Jahwe-Tempel in Jerusalem in einen Tempel des „neuen Zeus Epiphanes Gaius“ umzuwandeln. Hierzu sollte eine Statue Caligulas im Tempel von Jerusalem aufgestellt werden. Die ungeheure Brisanz dieses Auftrags war dem Kaiser bewusst, denn er befahl Petronius, hierfür die Hälfte des Euphratheeres (zwei Legionen und möglichst viele Hilfstruppen von Bundesgenossen) mitzuführen.
Petronius, der durch die Umsetzung dieses Befehls die Ostflanke des Reichs gefährdet sah, suchte Zeit zu gewinnen. Insbesondere ließ er die in Sidon zur Herstellung der Statue bestellten Künstler möglichst lang an dem Bildwerk arbeiten. Zugleich nahm er Kontakt zu den Juden auf.
Als diese Gespräche ergebnislos blieben, brach Petronius im Frühjahr 40 von Antiochia auf und zog durch Phönikien südwärts in Richtung Jerusalem. Auf diesem Zug trat ihm eine jüdische Delegation aus hohen Würdenträgern entgegen und bat um Verschonung. Petronius sandte hierauf einen Brief an Caligula, in dem er sich für die lange Dauer der Herstellung der Bildsäule entschuldigte und auf die bevorstehende Ernte hinwies. Der Kaiser stimmte Petronius zu und forderte die Aufstellung seines Bildes nach der Ernte.
Petronius zog weiter nach Ptolemais, wo ihm viele Tausend Juden entgegentraten und um Schonung baten, aber auch deutlich machten, dass sie notfalls zum Einsatz ihres Lebens bereit seien, um die Aufstellung im Tempel zu verhindern.

### Verhandlungen in Tiberias
Aus Rücksicht ließ Petronius Heer und Statue in Ptolemais und begab sich im Spätherbst 40 nach Tiberias, wo er lange mit den Führern der Juden verhandelte. Selbst Aristobulus, der Bruder des Königs Agrippa, und Helkias der Große beknieten den neuen Legaten von Syrien um ein Einsehen.
Während seiner Tätigkeit in Syrien kam Petronius also mit vielen hochgestellten jüdischen Persönlichkeiten in Kontakt. Mit König Agrippa (im Neuen Testament lediglich als Mörder des Jakobus und Christenverfolger erwähnt) war er sogar eng befreundet. Gerühmt wird seine Weisheit und Milde. Philon von Alexandria nennt Petronius „genauso gütig wie kultiviert“.
Die religiöse Toleranz des Petronius zeigte sich insbesondere darin, dass er die Gedanken und Gefühle seiner Kontrahenten durchaus zu würdigen verstand. Er bezeichnete die mosaischen Gebote sogar als „vortrefflich“. Seine humane, fast schon „christlich“ anmutende Grundhaltung ließ ihn sogar ganz bewusst das Risiko eingehen, wegen Verzögerung der kaiserlichen Befehle hingerichtet zu werden, wie der jüdische Historiker Josephus uns berichtet:
„Staunen und Mitleid zugleich ergriff Petronius, als er die unerschütterliche Frömmigkeit der Judäer und ihre Bereitschaft zum Tod sah“. […] „ich gebe, wenn er [Caligula] in Zorn gerät, mein Leben für so viele gerne hin!“

### Hunger im Sabbatjahr
Der Konflikt wurde insbesondere noch dadurch verschärft, dass es sich bei dem Jahr 40/41 um ein Sabbatjahr handelte, in dem eine messianisch aufgeheizte Stimmung herrschte, und in dem nach der Torah nicht gesät werden durfte, was regelmäßig zu Hungersnöten führte. Obwohl hohe Zeit zur Aussaat war, bestellten die Juden das Land nicht. In dieser Zeit
„kamen Propheten von Jerusalem nach Antiochia herab. Einer aber von ihnen, mit Namen Agabus, stand auf und zeigte durch den Geist eine große Hungersnot an, die über den ganzen Erdkreis kommen sollte; sie trat auch unter Claudius ein. Sie beschlossen aber, dass, [je nach dem] wie einer der Jünger begütert war, jeder von ihnen zur Hilfeleistung den Brüdern, die in Judäa wohnten, [etwas] senden sollte; das taten sie auch, indem sie es durch die Hand des Barnabas und Saulus an die Ältesten sandten.“
Von offenbar derselben Hungersnot spricht auch Josephus:
„Den Bewohnern von Jerusalem aber konnte nichts erwünschter sein, als Helenas Ankunft. Denn Hungersnot bedrückte ihre Stadt, und da viele Bürger aus Mangel an Lebensmitteln umkamen, schickte die Königin einige aus ihrem Gefolge nach Alexandria, um große Mengen Getreide dort zu kaufen, und andere nach Cypern, um ganze Schiffsladungen Feigen herbeizuschaffen […]. Auch ihr Sohn Izates säumte nicht, als er von der Hungersnot Kunde erhielt, an die Vornehmsten in Jerusalem große Geldsummen zu senden, welche unter die Darbenden verteilt wurden und viele vom Hungertod erretteten.“

### Das Regenwunder
Petrons Einsehen in die Not der Juden wurde durch ein Regenwunder belohnt:
„Gott aber bewies dem Petronius, als er auf diese Weise die Menge ermutigt hatte, seine Gegenwart und Macht. Kaum nämlich hatte er seine Rede an die Juden beendigt, als Gott wider alles Erwarten einen heftigen Platzregen niederfallen ließ, obgleich der Tag heiter gewesen war und keine Vorboten von Regen sich am Himmel gezeigt hatten. Die Juden waren um so mehr erstaunt, als das ganze Jahr hindurch Dürre geherrscht hatte, so dass man allseitig selbst dann nicht auf Regen hoffte, wenn der Himmel einmal mit Wolken überzogen war. Als daher gegen alle Erwartung der reichliche Platzregen niederging, gaben sich die Juden der Hoffnung hin, dass des Petronius Fürbitte für sie nicht vergeblich sein werde. Auch Petronius selbst war aufs höchste betroffen, als er sah, wie Gott sich der Juden annahm und seine Gegenwart so deutlich offenbarte, dass niemand, wenn er auch gewollt hätte, dieselbe verkennen konnte. Er berichtete das auch an Gajus…“
Ein Regenwunder bestätigt das Verhalten des Petronius. In den Augen des Juden Josephus rückt der römische Landpfleger damit in die Nähe des Propheten Elija.

### Caligulas Befehl zum Selbstmord
Schließlich gab Petronius im Bewusstsein der Gefahr für sein eigenes Leben nach und schickte Caligula einen zweiten Brief, in dem er von dem entschlossenen Widerstand der Juden und den göttlichen Zeichen berichtete.
Der jüdische König Agrippa I., der zu dieser Zeit noch in Rom weilte, hatte sich inzwischen ebenfalls für die Rücknahme der wahnsinnigen Provokation verwendet und den Kaiser schließlich umstimmen können. Der Befehl des Caligula, die Aktion einzustellen, überschnitt sich mit dem Brief des Petronius. Dessen Renitenz erzürnte nun Caligula derartig, dass er seinem Statthalter brieflich Bestechlichkeit unterstellte und ihm den Suizid befahl:
„Weil du die Geschenke, mit denen die Juden dich bedacht haben, höher als meine Befehle geachtet und dich unterstanden hast, den Juden zulieb anders zu handeln, als dir von mir aufgetragen war, so sollst du jetzt dein eigener Richter sein und selbst bestimmen, was dir geschehen soll, damit du die Wucht meines Zornes fühlst. Denn ich will an dir ein Beispiel aufstellen, das die Mitwelt wie die Nachwelt davor warnen soll, den Befehlen des Caesars zuwiderzuhandeln.“
Dieser Befehl zum Selbstmord erreichte Petronius aber durch wetterbedingte Verzögerung erst, als die Nachricht vom Tode des Kaisers (am 24. Januar 41) bereits eingetroffen war.

### Das Edikt von Dora
Claudius beließ seinen Augurenkollegen Petronius noch für zwei weitere Jahre als Legat in Syrien, was u. a. durch Münzfunde aus Antiochia bestätigt wird. Auf der Vorderseite sieht man ein Bild des Claudius mit Lorbeerkranz und Umschrift (IMP TI CLAVD CAE AV GER), auf der Rückseite, ebenfalls im Lorbeerkranz, die folgende Inschrift:
ΕΠΙ
ΠΕΤΡΩ
ΝΙΟΥΑΝ
ΤΙΟΧΕΩΝ
ϙ
Neben diesen Münzen aus dem 1. oder 2. Jahr des Claudius gab es auch gleichzeitig oder kurz darauf ausgeschüttete Normalprägungen, was deutlich macht, dass es sich bei den Petronius-Münzen um eine besondere Ehrung durch den Kaiser handelte, zumal es sich um eine recht umfangreiche Emission handelte, „was die besondere Stellung des Legaten nochmals unterstreicht.“
Auch Josephus bestätigt die längere Anwesenheit des Petronius, indem er ein Edikt aus dem Jahr 42 überliefert. Auch in diesem spiegelt sich wiederum die religiöse Toleranz des Statthalters. In der Synagoge von Dora hatten „einige übermütige junge Leute, denen nichts heilig war“, eine Bildsäule des Kaisers aufgestellt, vermutlich um dadurch einen Aufruhr zu erregen. Auf die Intervention des Königs Agrippa hin zog Petronius die Schuldigen zur Verantwortung und schrieb den Doritern:
„Für die Zukunft bestimme ich daher ausdrücklich, dass ihr jeden Anlass zu Unruhen und Streitigkeiten zu vermeiden habt und jedem die Freiheit lasst, nach seiner eigenen Überzeugung Gott zu verehren.“
Es ist daher vielleicht kein Zufall, dass sich während der religiös toleranten Amtszeit des Petronius im syrischen Antiochia die erste heidenchristliche Gemeinde entwickeln konnte.

## Tod
Nach seiner Ablösung als Legat von Syria im Mai 42 durch den ebenfalls hochgebildeten Gaius Vibius Marsus ist nichts Verbürgtes mehr über Publius Petronius überliefert.
Möglicherweise wollte Claudius seinem Freund Petronius noch einmal die besondere Ehre des Konsulats zuteilwerden lassen, als Rom im Jahr 47 seine 800-Jahr-Feier vollzog. Aber Publius Petronius war vermutlich schon Ende 46 im Alter von ungefähr 70 Jahren eines natürlichen Todes gestorben.
Dass Publius Petronius zu den engsten Freunden des Claudius gehörte, wird durch Seneca bestätigt, der im Jahre 54 den toten Petronius als alten Zechkumpan des Claudius verspottete. Die Verbindung mit dem Kaiser dürfte tatsächlich eng und herzlich gewesen sein, zumal Claudius nicht nur selbst seit dem Jahre 9 zum Kollegium der Auguren gehörte, sondern auch ein Spielkamerad von Petronius’ Freund Agrippa gewesen war, als dieser in Rom erzogen wurde. Auch gemeinsame literarische Interessen von Petronius und Claudius werden durch Senecas Satire bezeugt.